# Лебедев, Леонид Исаакович
Леонид Исаакович Лебедев (1934—2003) — геолог, лауреат премии имени И. М. Губкина (1995).

## Биография
Родился 15 июля 1934 года в Москве.
В 1957 году — окончил Московский нефтяной институт.
С 1957 по 1959 годы — старший лаборант Комплексной южной геологической экспедиции АН СССР.
С 1959 и до конца жизни — работал в Институте геологии и разработки горючих ископаемых, пройдя путь от старшего лаборанта до заведующего лабораторией геологических исследований морских нефтегазоносных областей.
В 1965 году — защитил кандидатскую, а в 1980 году — докторскую диссертацию.
В 1995 году — избран членом-корреспондентом, а в 1997 году — академиком РАЕН, член Американской Ассоциации нефтяных геологов — AAPG (2000).
Умер 11 апреля 2003 года в Москве.

## Научная и общественная деятельность
Автор и соавтор более 150 опубликованных научных работ, в том числе 12 монографий.
С 1975 по 1991 годы — член Научного Совета по комплексному изучению проблем Каспийского моря (АН СССР и ГКНТ).
С 1983 по 1991 годы — председатель секции геологии и геоморфологии указанного Научного Совета.
С 1980 по 1990 годы — член партбюро ИГиРГИ, член Специализированного Совета ИГиРГИ по защите диссертаций.

### Монографии
- «Геологическое строение и перспективы газоносности шельфов Каспийского, Азовского и Чёрного морей» (1971)
- «Осадки Каспийского моря» (1973)
- «Строение и нефтегазоносность современных гетерогенных депрессий» (1979)
- «Каспийское море. Геология и нефтегазоносность» (1987)
- «Нефтегазоносные бассейны континентальных окраин» (1988)

## Награды
- Орден «Знак Почёта» (1984)
- Премия имени И. М. Губкина (совместно с Ю. К. Бурлиным, Н. А. Крыловым, 1995) — за монографию «Нефтегазоносные бассейны континентальных окраин»
- Заслуженный деятель науки Российской Федерации (29 декабря 1994) — за заслуги в научной деятельности
- Медаль «В память 850-летия Москвы» (1997)
- Юбилейная медаль «300 лет Российскому флоту» (1996)
- Золотая медаль ВДНХ (1987)
- Серебряная медаль ВДНХ (1976)